# Julio Bascuñán

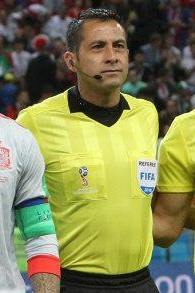
Julio Bascuñán (2018)

Julio Alberto Bascuñán González (* 11. Juni 1978) ist ein ehemaliger chilenischer Fußballschiedsrichter und heutiger -funktionär.
Ab der Apertura 2008 bis Ende 2022 leitete Bascuñán insgesamt etwa 300 Partien in der chilenischen Primera División.
Von 2011 bis 2022 stand Bascuñán auf der Liste der FIFA-Schiedsrichter und leitete internationale Fußballspiele. Bascuñán war unter anderem Schiedsrichter bei der Copa América 2015 und 2016.
Am 29. März 2018 wurde Bascuñán mit seinen Assistenten Carlos Astroza und Christian Schiemann als eines von 36 Schiedsrichtergespannen für die Weltmeisterschaft 2018 in Russland nominiert. Das Gespann blieb ohne Spielleitung, jedoch fungierte Bascuñán fünfmal als Vierter Offizieller.
Für die Weltmeisterschaft 2022 in Katar wurde Bascuñán als Videoschiedsrichter nominiert. Danach beendete er seine aktive Schiedsrichterkarriere und wurde Mitglied der chilenischen Schiedsrichterkommission.
Im Juli 2023 kam es zu einer medial vielfach rezipierten, größeren Kontroverse im chilenischen Schiedsrichterwesen, bei der Cindy Nahuelcoy und Loreto Toloza Bascuñán beschuldigten, ihre Kollegin Leslie Vásquez aufgrund einer angeblichen Beziehung bei Spielansetzungen zu bevorzugen. Bascuñán und Vásquez bestritten die Vorwürfe und stellten ihrerseits wiederum Anzeige gegen Nahuelcoy und Toloza. Beide wurden von der Asociación Nacional de Fútbol Profesional (ANFP) für 40 Tage gesperrt. Nahuelcoy beendete daraufhin 2023 ihre Schiedsrichterkarriere.